# Oligoneuriidae
Oligoneuriidae es una familia de insectos en el orden Ephemeroptera. Existen por lo menos 3 géneros con 13 especies descriptas en Oligoneuriidae.

## Géneros
- Homoeoneuria Eaton, 1881
- Lachlania Hagen, 1868
- Oligoneuria Pictet, 1843